# José Octavio Ruiz Arenas
José Octavio Ruiz Arenas (Bogotá, 21 de dezembro de 1944) é prelado emérito colombiano da Igreja Católica Romana. É jubilado pela Arquidiocese de Villavicencio, da qual foi o primeiro arcebispo e o quinto ordinário, servindo de 2002 a 2007, e como secretário do Pontifício Conselho para a Promoção da Nova Evangelização, de 2011 a 2020. Anteriormente, também serviu como vice-presidente da Pontifícia Comissão para a América Latina, de 2007 a 2011, e como bispo-auxiliar da Arquidiocese de Bogotá, de 1996 a 2002.

## Biografia
Nasceu em Bogotá, filho de Mercedes Arenas Barragán e Octavio Ruiz Courvel.
Realizou seus estudos eclesiásticos no Seminário Maior São José de Bogotá e a licenciatura em Teologia Dogmática na Pontifícia Universidade Gregoriana, em Roma, como aluno do Pontifício Colégio Pio Latino-americano. Posteriormente, obteve o Doutorado em Teologia pela mesma universidade.
Recebeu a ordenação sacerdotal, para o serviço na Arquidiocese de Bogotá, em 29 de novembro de 1969, por imposição das mãos do arcebispo Monsenhor Aníbal Muñoz Duque.
Trabalhou na Santa Sé, em Roma, como oficial da Congregação para a Doutrina da Fé entre 1985 e 1996.
O Papa João Paulo II chamou-o ao episcopado e foi preconizado bispo titular de Troina e auxiliar da Arquidiocese de Bogotá em 8 de março de 1996. Recebeu a ordenação episcopal em 13 de abril seguinte, junto com mais dois colegas: Oscar Urbina Ortega e Fernando Sabogal Viana, das mãos dos arcebispos Monsenhor Pedro Rubiano Sáenz, ordinário de Bogotá, Monsenhor Paolo Romeo, núncio apostólico, e Monsenhor Tarcisio Bertone, SDB, secretário da Congregação para a Doutrina da Fé.
Em julho de 1999, tornou-se presidente da Comissão Episcopal de Doutrina e encarregado da seção de Ecumenismo e Diálogo Interreligioso da Conferência Episcopal da Colômbia.
Sucessivamente, em 16 de julho de 2002, foi nomeado quinto bispo da Diocese de Villavicencio, sufragânea da Sé de Bogotá, vacante havia um ano desde a renúncia de seu antecessor, Monsenhor Alfonso Cabezas Aristizábal, CM. Ruiz tomou posse da mesma em 28 de outubro do mesmo ano, assumindo o compromisso de atender aos mais vulneráveis e as famílias afetadas pelas FARC. Em 3 de julho de 2004, Villavicencio foi elevada à categoria de Sé Metropolitana, e Ruiz, entronizado como arcebispo da mesma.
Monsenhor Ruiz participou da Quinta Conferência Geral do Episcopado Latino-Americano e do Caribe, sediada em Aparecida, Brasil, representando seu país, entre 13 e 31 de maio de 2007. Neste último dia, o Papa Bento XVI nomeou-o vice-presidente da Pontifícia Comissão para a América Latina, em substiuição ao falecido Monsenhor Luis Robles Díaz. Ruiz foi jubilado como arcebispo metropolita e assumiu suas funções na Cúria Romana. Em Villavicencio, foi sucedido por seu colega, Monsenhor Oscar Urbina.
Em 13 de maio de 2011, o Papa Bento XVI nomeou-o secretário do Pontifício Conselho para a Promoção da Nova Evangelização. Permaneceu nesse cargo até ser jubilado por atingir o limite etário estabelecido pelo Código Canônico, em 2 de setembro de 2020.